# Arndt von Möllendorff

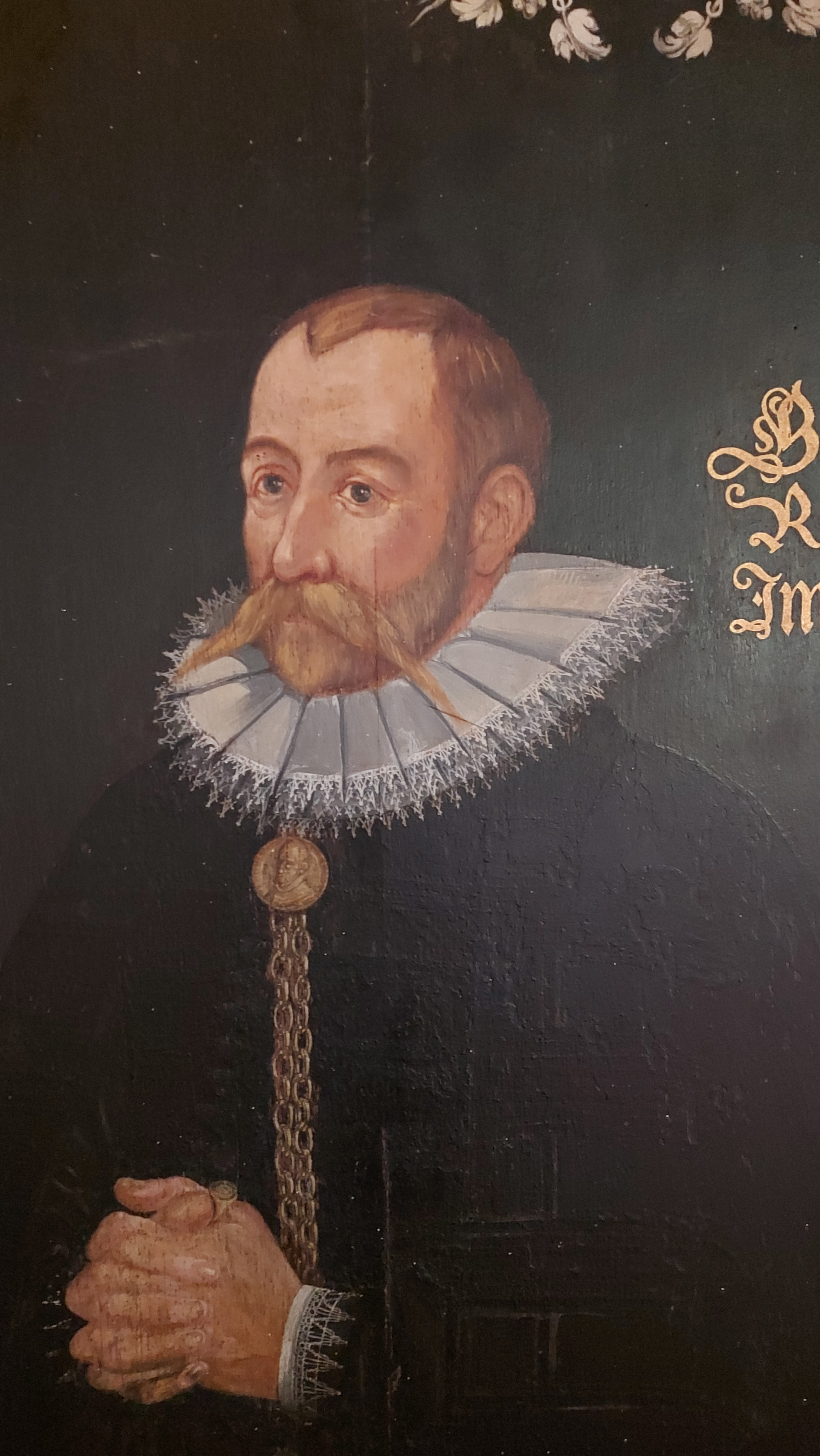
Arndt von Möllendorff, auf dem Gemälde in der Dargelützer Kirche (Freilichtmuseum Klockenhagen)

Arndt von Möllendorff (auch Arnd oder Arendt) ist der Name eines Gutsherren der Ortschaft Dargelütz im Zeitraum vor 1579 bis vor 1628. Mit ihm begann die Ausbreitung der Familie im mecklenburgischen Raum. Als Hauptmann auf Schwerin und Provisor des Klosters Dobbertin hatte Arndt von Möllendorff Einfluss auf Politik und Kirche im Herzogtum Mecklenburg.

## Herkunft
Arndt von Möllendorff entstammt dem alten Adelsgeschlecht von Möllendorff (Leuchterwappen) aus der Altmark. Er war der Sohn von Peter von Möllendorff und Barbara von Hagenow aus dem Hause Dargelütz. Sein Vater war Gutsherr auf Garz und Brünkendorf, zwei Ortschaften, die sich bereits vor 1433 im Besitz der Familie befanden. Diese Darstellung der Abstammung wurde von den Brüdern und mecklenburgischen Adelsforschern Matthias Johann von Behr (1685–1729) und Claus Josias von Behr (1689–1752) hinterlassen. Die Informationen über die Familie basieren dabei auf einem Stammbaum, welcher laut den Brüdern, im Auftrag der Familie von Möllendorff durch Bernhard Latomus (um 1560–1613) erstellt wurde. Auch die Aufzeichnungen des Genealogen und Heraldikers Johann Heinrich von Hoinckhusen (1694–1746) und des Genealogen Conrad Lüder von Pentz (1728–1782), welcher die Arbeiten von Hoinckhusen fortführte, stimmen mit dieser Darstellung überein. Das ein Peter von Möllendorff existierte, lässt sich dem Ortslexikon der Prignitz entnehmen. Danach hat ein Peter von Möllendorff um 1581 eine Wiese in Groß Woltersdorf „…an sich genommen und seit 7 Jahren zum Schaden der Kirche besessen.“
Abweichend zu dieser Darstellung wird in einer Akte über den Verkauf eines Hofes in Abbendorf im Jahr 1618 über Christoff von Möllendorff als Vater von Arndt und Curd gesprochen.
Eine völlig andere Abstammung ist im Genealogische Handbuch des Adels zu finden. Hier werden zwei Personen mit dem Namen Arndt von Möllendorff erwähnt. Arndt (I) von Möllendorff war verheiratet mit Dorothea von Hagenow. Ihr Sohn Arndt (II), verehelicht mit Elisabeth von Wartenberg, lebte von 1604 bis 1694. Diese beiden Jahreszahlen erscheinen bereits in den Aufzeichnungen von Pentz, welche auf den Sammlungen von Hoinckhusen basieren. In den Originalen von Hoinckhusen lässt sich jedoch nicht zweifelsfrei erkennen, ob die zweite Jahreszahl 1594 oder 1694 darstellt. Da in den Aufzeichnungen der Adelsforscher hauptsächlich Jahreszahlen zu Erwähnungen einzelner Personen in überlieferten Akten aufgeführt werden und Geburts- sowie Sterbedaten komplett fehlen, sind die angegebenen Lebensdaten des Arndt von Möllendorff im Handbuch des Adels fragwürdig.

## Leben
Der Name Arndt erscheint im mecklenburgischen Zweig der Familie von Möllendorff häufiger. Bereits im Jahr 1540 wird von einem Arndt von Möllendorff berichtet, der wegen seines harten Vorgehens gegen eine Familie in der Ortschaft Uenze das Eingreifen des Kurfürsten erforderlich machte. Ob es sich hierbei bereits um den, in diesem Artikel beschriebenen Arndt von Möllendorff gehandelt hat, geht aus der Quelle nicht hervor.
Arndt von Möllendorff trat mit Gewissheit erstmalig zu Trinitatis 1579 in Erscheinung, als er zum Amtmann von Crivitz und Goldberg ernannt wurde. Bereits zwei Jahre später übernahm Stellen Wakenitz sein Amt, als Arndt zu Ostern 1581 nach Schwerin versetzt wurde.
Am 17. Januar 1581 schloss Christoph von Hagenow mit Herzog Ulrich einen Vertrag, indem er sein Lehngut Dargelütz gegen eine lebenslängliche Rente und die Begleichung bestehender Schulden an den Herzog abgab. Grund dafür war, dass Christoph ohne männlichen Erben der letzte im Mannesstamme, der von Hagenow auf Dargelütz war. Christoph hatte drei Töchter, wovon Dorothea von Hagenow mit Arndt von Möllendorff verheiratet war. Dorothea war die ehemalige Hofmeisterin von Elisabeth von Dänemark, der im Jahr 1586 verstorbenen Gemahlin von Herzog Ulrich. Eine weitere Tochter von Christoph von Hagenow war mit einem Herrn von Strahlendorff verheiratet und die dritte Tochter wurde unverheiratet im Kloster Dobbertin eingeschrieben. Nach dem Tod seines Schwiegervaters, erhielt Arndt von Möllendorff am 25. Juli 1583 vom Herzog das Lehen über Dargelütz, sowie über Cressin (Wüstung bei Kreien). Den anderen Teil von Dargelütz trat Vicke von Strahlendorf zu Möderitz, Schwiegersohn des Achim von Hagenow, im Jahr 1584 an Arndt von Möllendorff ab. Mit dem Lehen erhielt Arndt auch das Patronat über die Dargelützer Kirche.
Als Amtmann von Schwerin musste Arndt sich auch mit Rechtsstreitigkeiten auseinandersetzen. So auch 1585 als Gregorius Corner aus Wittenförden den Pastor von Groß Trebbow beschuldigte, seine Tochter geschwängert zu haben.
Im Jahr 1586 erhielt Arndt eine neue Bestallung als Hauptmann zu Schwerin. Zehn Jahre später lebte Arndt in Parchim und übernahm dort ein Commisarium.
Im Jahr 1601 wurden Arndt von Möllendorff, sowie Jochim von Wangelin auf Vielist, zu Provisoren des Klosters Dobbertin vorgeschlagen und am 28. August 1601 als solche von Herzog Ulrich bestätigt. Bereits in den Jahren 1582 und 1600 wird Arndt von Möllendorff in den Rechnungsbüchern des Klosters erwähnt, was seine langjährige Verbindung zu dem Kloster widerspiegelt.
Herzog Ulrich von Mecklenburg starb am 14. März 1603. Zu seiner Beisetzung in Güstrow gab es eine Leichen Prozession bei welcher Rittmeister Matthias von Bülow die Blut-Fahne trug. Sein Pferd führten Arndt von Möllendorff und Jochim Finecke.
Im gleichen Jahr einigten sich Christoph von Möllendorff mit Zustimmung seiner Brüder Arendt und Curt auf ein Wiederkaufkontrakt für 9 Jahre über das Rittergut in Abbendorf mit Adam von Runtorff. An dem Erlös musste Christoph auch seine Schwester Ursula, die Witwe von Ernst von Grabow zu Wilsnack, beteiligen.
Am 17. Januar 1606 kaufte Arndt von Möllendorff von Herzog Karl I. 3 Kossaten in Darze und fünf Bauernhöfe in Strahlendorf. Dabei handelte Herzog Karl I. als Vormund für Adolph Friedrich I. und Johann Albrecht II.
Im Fundationsbrief von 1612 für das Armenhaus zu Dobbertin, wird Arndt von Möllendorff auf Schwerin und Dargelütz erbgesessen, unter den Personen aufgeführt, die zur Errichtung des Hauses beigetragen haben.
Zu Beginn des Dreißigjährigen Krieges im Jahr 1618, lebte Arndt in zwei Ländern. Er pflegte zum einen als fürstlich mecklenburgischer Hauptmann zu Schwerin eine enge Beziehung zum mecklenburgischen Hof. Zum anderen bestanden durch seine in der Prignitz begüterte Familie weiterhin Beziehungen zum Kurfürstentum Brandenburg. So war Arndt von Möllendorff von Mai 1618 bis zum Mai 1619 insgesamt 20 mal zu Besuch auf der Plattenburg, dem Wohn- und Amtssitz des Hauptmanns der Prignitz, Burchard von Saldern. Bei diesen Besuchen ging es unter anderem um den Kauf des Gutes Abbendorf durch Burchard am 25. Juni 1618 von den Brüdern Arndt und Curt von Möllendorff für 3300 Gulden. Dem Voraus ging ein Prozess der Herren von Saldern gegen die Brüder Arndt, Christoph und Curt von Möllendorff in den Jahren 1607 bis 1612 wegen des Schulzenhofes in Abbendorf, sowie ein Berufungsverfahren des Burchard von Saldern gegen die Brüder Arndt, Christoph und Curt von Möllendorff in den Jahren 1609 bis 1617. Weiterhin wurde Ende August 1618 der Umgang mit Gesetz und Gewalt in konkreten Fällen im Beisein von Arndt und Curt von Möllendorff und dem Landreiter der Prignitz thematisiert.

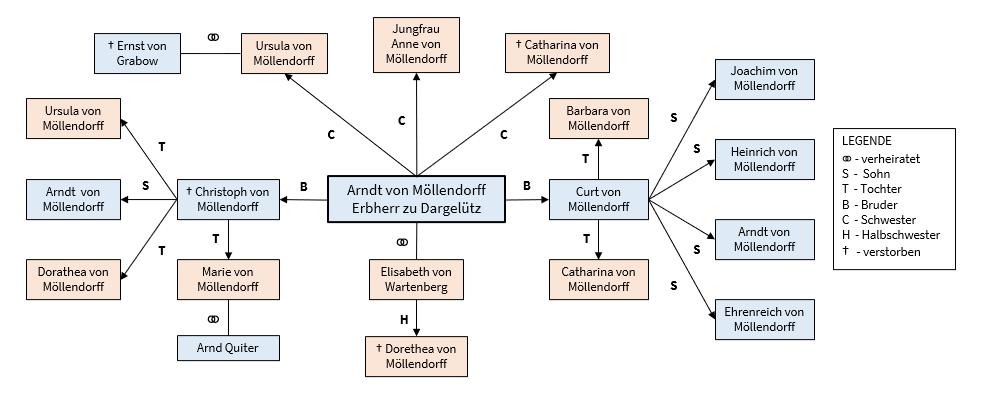
Familienmitglieder des Arndt von Möllendorff nach seinem Testament vom 13. April 1621

Am 13. April 1621 verfasste Arndt von Möllendorff in seinem Stadtgut in Parchim sein Testament. Er schrieb, dass er in Dargelütz beerdigt werden wolle und zwar in der Grabstätte, die er bereits im Jahr 1600 hat herrichten lassen.
Es war ihm weiterhin wichtig, dass seine vielgeliebte Haußfrau, Elisabeth von Wartenberg, nach seinem Tod das Stadtgut in Parchim, sowie sein neu gebautes Haus am Wocker Tor erhält. Auch weitere Besitztümer seiner Frau, die sie aus der Erbschaft ihrer Mutter und ihrer Halbschwester erhalten hatte, sollten in ihrem Besitz verbleiben.
Da Arndt kinderlos blieb, musste er einen Erben bestimmen. Gleichzeitig wollte er jedoch Rechtsstreitigkeiten um sein Erbe in der Familie verhindern, was eine angemessene Verteilung seiner Besitztümer in der Verwandtschaft erforderte.
Als Erben des Lehngutes Dargelütz bestimmte er seinen Neffen, Joachim von Möllendorff. Dieser war der Sohn seines Brudes Curt, dem Erbherr auf Garz. Arndt hatte insgesamt fünf Neffen und fünf Nichten von seinen Brüdern Curt und dem bereits verstorbenen Christoph. Zwei dieser Neffen trugen ebenfalls den Namen Arndt. Sein Neffe Arndt (Sohn des Christoph), sollte nach dem Tod von Elisabeth von Wartenberg, die Besitzungen in Parchim erhalten. Um die anderen Familienmitglieder nicht zu benachteiligen, sollten die beiden Begünstigten, Joachim und Arndt (Sohn des Christoph), die anderen mit festgelegten Geldbeträgen auszahlen.
Im Jahr 1621 wurde in Mecklenburg durch die Herzöge Adolph Friedrich I. und Johann Albrecht II. eine neue Münzordnung publiziert. Zu dieser Zeit war Arndt Mitglied eines Ausschusses in Rostock, welcher sich durch den Zeitpunkt der Publikation benachteiligt fühlte. Aus diesem Grund wurde Arndt mit etlichen anderen hochrangigen Personen am 28. Dezember 1621 bei Herzog Adolph Friedrich I. vorstellig, welcher jedoch ihr Gesuch ablehnte.
Ab dem Jahr 1628 wird seit langer Zeit nicht mehr Arndt als Herr auf Dargelütz in den Quellen aufgeführt, sondern Joachim von Möllendorff. Es ist anzunehmen, dass Arndt von Möllendorff zu diesem Zeitpunkt bereits verstorben war und deshalb Joachim das Erbe seines Onkels angetreten hatte.

## Darstellung in der Kunst

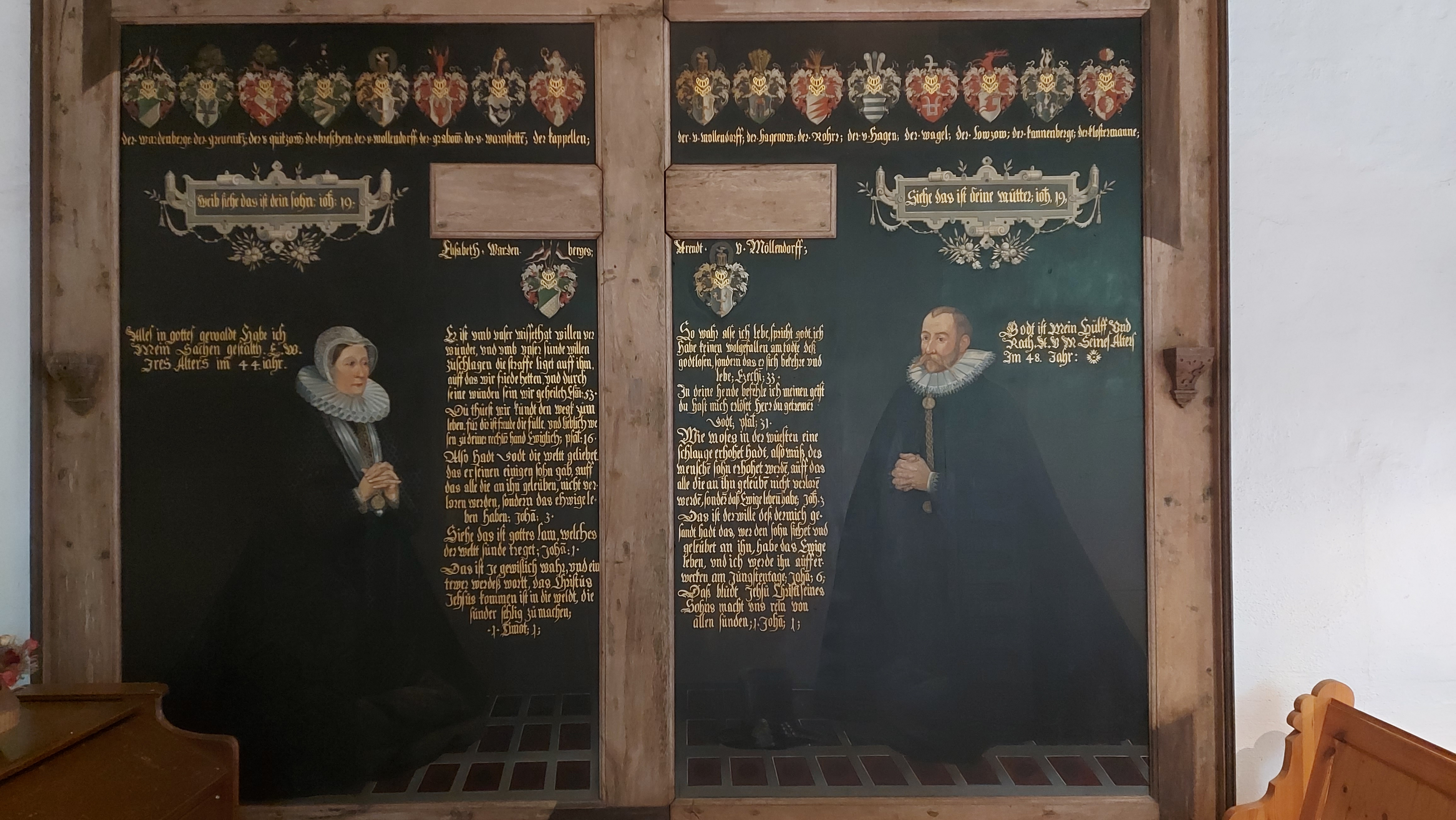
Arndt von Möllendorff mit seiner Ehefrau Elisabeth von Wartenberg; Gemälde in der Dargelützer Kirche (Freilichtmuseum Klockenhagen)

### Gemälde in der Dorfkirche von Dargelütz
Im Alter von 48 Jahren ließ Arndt von Möllendorff ein zwei mal vier Meter großes, auf Holz gemaltes Gemälde von sich und seiner vier Jahre jüngeren Ehefrau, Elisabeth von Wartenberg, anfertigen. Dargestellt ist, wie sich die Eheleute in Gebetshaltung und typischen Tracht des 17. Jahrhunderts gegenüberstehen. In der Mitte befindet sich ein großes Holzkreuz, welches das Gemälde senkrecht in zwei Teile aufteilt.
Im oberen Teil einer jeden Hälfte ist die Ahnenreihe der jeweiligen Person mit Familienname und Wappen abgebildet. Bei Elisabeth sind es die Familien Graevenitz, Quitzow, Breschen, Möllendorff, Grabow, Warnstedt und Kapellen. Bei Arndt werden die Familien Hagenow, Rohr, Hagen, Wagel, Lowtzow, Kannenberg und Klostermann dargestellt.
Unterhalb der Ahnenreihe befindet sich ein Spruch aus dem Johannes-Evangelium. Bei Elisabeth "Weib siehe das ist dein sohn; Joh. 19" und bei Arndt "Siehe das ist deine mütter; Joh. 19".
Am Rand des Gemäldes, in Höhe des Kopfes, befindet sich ein Spruch, sowie das Alter der dargestellten Person. Bei Elisabeth ist zu lesen "Alles in gottes gewaldt, Habe ich Mein Sachen gestalth. E. W. Ires Alters im 44. iahr." und bei Arndt steht "Godt ist Mein hülff vnd Rath. A. V. M. Seines Alters Im 48. Jahr" geschrieben.
Zwischen der Person und dem Holzkreuz sind jeweils fünf weitere Bibelzitate aufgeführt, wobei der genaue Wortlaut nicht immer mit der Lutherbibel übereinstimmt. Bei Elisabeth stehen Zitate aus Jesaja 53:5, Psalm 16:11, Johannes 3:16, Johannes 1:29, 1. Timotheus 1:15 und bei Arndt Zitate aus Ezechiel 33:11, Psalm 31:5, Johannes 3:14–15, Johannes 6:40 und 1. Johannes 1:7.
Das Gemälde befand sich ursprünglich in der Dargelützer Dorfkirche. Als die aktive Nutzung der Kirche im Jahr 1978 endete, wurde das Gemälde in der Parchimer Kirche St. Georgen gemeinsam mit anderen Gegenständen eingelagert. Im Jahr 1992 wurde das Kirchenschiff abgetragen und im Freilichtmuseum Klockenhagen wieder aufgebaut. Am 14. April 1993 wurde auch das Gemälde vom Freilichtmuseum übernommen und wieder in der Kirche aufgestellt, wo es sich noch heute befindet. Die letzte Restaurierung erfolgte im Juni 1999 durch das Restaurierungsatelier Mannewitz & Sohn.
Als Entstehungsjahr des Gemäldes wird, wegen der Altersangabe Arndts im Text und des Geburtsjahres 1604, laut dem Genealogischen Handbuch des Adels, das Jahr 1652 angegeben. Da das Geburtsjahr jedoch im Widerspruch zu mehreren Aussagen der vorliegenden Quellen steht, sollte das Entstehungsjahr neu beurteilt werden. Arndt von Möllendorff verfasste im Jahr 1621 sein Testament und im Jahr 1628 wird erstmalig sein Erbe Joachim von Möllendorff als Herr auf Dargelütz erwähnt. Damit kann davon ausgegangen werden, dass das Gemälde vor 1628 entstanden ist. Im Testament ist weiterhin die Beschreibung der Kette zu finden, welche Arndt möglicherweise auf dem Gemälde trägt „ohn allein meine güldene Kette, Einhundert acht vnd fünfzigk, vnd ein halb krohn halttend, vnd dan meines gnedigen Fürsten vnd herrn, hern Adolph Friederichs, hertzogen zu Megklenburgk p. Conterfei“. Sollte es sich hierbei um die gleiche Kette handeln, so ist das Gemälde in der Regierungszeit von Herzog Adolf Friedrich I. entstanden, also zwischen 1592 und 1658. Das Entstehungsjahr des Gemäldes liegt demnach zwischen 1592 und 1628.

### Glasgemälde in Kirchen
An die Zeit als Hauptmann soll ein kleines Glasgemälde in einem Fenster der Kirche von Dorf Mecklenburg erinnert haben. Es zeigte das Wappen der von Möllendorff mit der Unterschrift "Arendt v. Möllendorff H. auff Schwerin" und ist wohl um 1615 entstanden. Nach der Renovierung der Kirche gegen Ende des 19. Jahrhunderts, sollen das Fensterbild mit anderen in den Besitz des Baumeisters Brunswig aus Wismar übergegangen sein. Der derzeitige Besitzer ist unbekannt.
Eine weitere Darstellung des Wappens derer von Möllendorff ist in den Fenstern der Stadtkirche von Lübz zu finden. Da diese Glasgemälde aber erst im Jahr 1630 entstanden sein sollen, ist hier der Zusammenhang mit Arndt von Möllendorff nicht zwingend gegeben.

### Gedruckte Quellen
- David Franck: Von Mecklenburgs Beschwerden und derselben Erledigung. In: Des Alt- und Neuen Mecklenburgs. Zwölftes Buch. Güstrow und Leipzig 1755 (uni-rostock.de).
- Hans Heinrich Klüvern: Derer Lage, Beschaffenheit, Handel, Manufacturen, Gräntzen, Gewäßer, der HHrn. Hertzoge Prætensiones, Stimmen, Revenüen, der Länder Müntzen, Religion, Scribenten, der Hertzoge Residentzen, Sitten der Einwohner, alte Einwohner, Abgötterey, Bekehrung, Nahmen der Provintzen, und was dazu gehöret. In: Christoph Georg Jargow (Hrsg.): Beschreibung des Hertzogthums Mecklenburg und dazu gehöriger Länder und Oerter. Erster Theil. Hamburg 1737 (uni-rostock.de).
- Hans Heinrich Klüvern: Ein Alphabetisches Verzeichnis der Städte und merckwürdigen Oerter, und was darinnen sich vornemlich zugetragen. In: Christoph Georg Jargow (Hrsg.): Beschreibung des Hertzogthums Mecklenburg und dazu gehöriger Länder. Zweyter Theil. Hamburg 1738 (uni-rostock.de).
- Friedrich Johann Christoph Cleemann: Chronik und Urkunden der Mecklenburg-Schwerinschen Vorderstadt Parchim. Parchim 1825 (archive.org).
- Wilhelm Gottlieb Beyer: Beiträge zur Geschichte der Volksgerichte in Meklenburg. In: Verein für Mecklenburgische Geschichte und Altertumskunde (Hrsg.): Jahrbücher des Vereins für Mecklenburgische Geschichte und Altertumskunde. Band 14. Schwerin 1849, S. 108–190 (lbmv.de).

- Georg Christian Friedrich Lisch: Besitzungen der Tempelherren in Meklenburg. In: Verein für Mecklenburgische Geschichte und Altertumskunde (Hrsg.): Jahrbücher des Vereins für Mecklenburgische Geschichte und Altertumskunde. Band 29. Schwerin 1864, S. 3–20 (lbmv.de).
- Wilhelm Gottlieb Beyer: Ueber den Tempel in Parchim. In: Verein für Mecklenburgische Geschichte und Altertumskunde (Hrsg.): Jahrbücher des Vereins für Mecklenburgische Geschichte und Altertumskunde. Band 44. Schwerin 1879, S. 42 (lbmv.de).
- Friedrich von Meyenn: Ein Rechnungsbuch des Klosters Dobbertin. In: Verein für Mecklenburgische Geschichte und Altertumskunde (Hrsg.): Jahrbücher des Vereins für Mecklenburgische Geschichte und Altertumskunde. Band 59. Schwerin 1894, S. 177–219 (lbmv.de).
- Friedrich Schlie: Die Amtsgerichtsbezirke Wismar, Grevesmühlen, Rehna, Gadebusch und Schwerin. In: Commission zur Erhaltung der Denkmäler i. A. des Grossherzoglichen Ministeriums des Innern (Hrsg.): Die Kunst- und Geschichts-Denkmäler des Grossherzogthums Mecklenburg-Schwerin. 2. Auflage. Band II. Bärensprungsche Hofdruckerei, Schwerin i. M. 1899 (uni-rostock.de).
- Friedrich Schlie: Die Amtsgerichtsbezirke Schwaan, Bützow, Sternberg, Güstrow, Krakow, Goldberg, Parchim, Lübz und Plau. In: Commission zur Erhaltung der Denkmäler i. A. des Grossherzoglichen Ministeriums des Innern (Hrsg.): Die Kunst- und Geschichts-Denkmäler des Grossherzogthums Mecklenburg-Schwerin. 2. Auflage. Band IV. Bärensprungsche Hofdruckerei, Schwerin i. M. 1901 (uni-rostock.de).
- Rudolf Ihde: Amt Schwerin: Geschichte seiner Steuern, Abgaben und Verwaltung bis 1655. In: Verein für Mecklenburgische Geschichte und Altertumskunde (Hrsg.): Jahrbücher des Vereins für Mecklenburgische Geschichte und Altertumskunde. Beiheft zu Band 77. Schwerin 1913 (lbmv.de).
- Burghard Keuthe: 625 Jahre Dargelütz - Aus der Geschichte eines Parchimer Ortsteils. In: Stadt Parchim (Hrsg.): Uns Pütt. Jahrgang 4, Nr. 6. Parchimer Verlag GmbH, Parchim 21. Juni 1995 (heimatbund-parchim.de).
- Lieselott Enders: Die Prignitz. Geschichte einer kurmärkischen Landschaft vom 12. bis zum 18. Jahrhundert. In: Klaus Neitmann (Hrsg.): VERÖFFENTLICHUNGEN DES BRANDENBURGISCHEN LANDESHAUPTARCHIVS. 1. Auflage. Band 38. Verlag für Berlin-Brandenburg GmbH, Potsdam 2000, ISBN 3-935035-00-4.
- Jan Peters: Märkische Lebenswelten. Gesellschaftsgeschichte der Herrschaft Plattenburg-Wilsnack, Prignitz 1500–1800. In: Klaus Neitmann (Hrsg.): VERÖFFENTLICHUNGEN DES BRANDENBURGISCHEN LANDESHAUPTARCHIVS. Band 53. BWV • BERLINER WISSENSCHAFTS-VERLAG, Berlin 2007, ISBN 978-3-8305-1387-2.
- Gottfried Graf Finck v. Finckenstein, Christoph Franke: Genealogisches Handbuch der Adeligen Häuser. In: Stiftung Deutsches Adelsarchiv (Hrsg.): Genealogisches Handbuch des Adels. Band XXXI, Band 147 der Gesamtreihe. C. A. Starke, Limburg an der Lahn 2009, ISBN 978-3-7980-0847-2, S. 262–290.
- Lieselott Enders: Historisches Ortslexikon für Brandenburg Teil 1 - Prignitz. In: Klaus Neitmann (Hrsg.): VERÖFFENTLICHUNGEN DES BRANDENBURGISCHEN LANDESHAUPTARCHIVS. Band 3. Klaus-D. Becker, Potsdam 2012, ISBN 978-3-88372-032-6.

### Ungedruckte Quellen

#### Landeshauptarchiv Schwerin (LHAS)
- LHAS, 1.4–4 Pacht-, Kauf- und Lehnsurkunden von Familien, 340 Testament des Arndt von Möllendorf (1621)
- LHAS, 11.3-1/1 Familiengeschichtliche Sammlung von Behr, 282 Möllendorff
- LHAS, 11.3-1/2 Familiengeschichtliche Sammlung von Hoinckhusen Genealogien in Kladde III A - Z, 129 Möllendorff, von
- LHAS, 11.3-1/3 Familiengeschichtliche Sammlung von Pentz, 514 Möllendorf (Mollendorf; Mollenstorf; Mollendorp)
- LHAS, 2.12–3/2–2 Landeskloster Dobbertin, Beamte, Provisor, 25 Bestätigung Jochim Wangelins zu Vielist und Arend Mollendorfs zu Dargelütz als Provisoren (1601)
- LHAS, 2.22–10/5 Domanialamt Crivitz, Allgemeine Domanialamtssachen, Beamte, Zweite Beamte (Amtmänner), 134 Herzog Ulrich zu Mecklenburg in Vormundschaft der Herzöge Johann und Sigismund August zu Mecklenburg: Bestallung für Arend Möllendorff als Amtmann zu Goldberg und Crivitz (1580)

#### Brandenburgisches Landeshauptarchiv (BLHA)
- BLHA, 37 Plattenburg-Wilsnack U 326/1 D, Johann Sigismund, Kurfürst und Markgraf von Brandenburg, bestätigt den am 25. Juni 1618 zwischen den Gebrüdern Arendt und Curdt von Möllendorf, Söhnen des Christoff v. Möllendorf, zu Krampfer, und Burchardt von Saldern zu Plattenburg abgeschlossenen Kaufvertrag, nach welchem dieser für 3300 Gulden von denen von Möllendorf einen Hof in Abbendorf mit dazu gehörigen Äckern, Wiesen, Gärten und 3 Kossäten erwirbt. (1618)
- BLHA, 37 Plattenburg-Wilsnack U 268 D, Joachim Friedrich, Kurfürst und Markgraf von Brandenburg, bestätigt den Wiederkaufkontrakt, den Christoph von Möllendorff zu Krampfer mit Adam von Runtorff und dessen Gattin Dorothea von Mesenberg, vertreten durch ihren Vormund Gerd von Ludwitz, auf 9 Jahre über den Rittersitz oder Wohnhof Abbendorf abgeschlossen hat: Christoph von Möllendorff überlässt für 1000 Gulden mit Einwilligung seiner Brüder Arent und Kurt von Möllendorff an Adam von Runtorff diesen Rittersitz auf 9 Jahre nebst allem Zubehör, den Höfen der 3 Kossäten Achim Werdermann, Peter Trewe des Krügers, und Clawes Jahn; Werdermann und Trewe geben jährlich 26 Schillinge 2 Pfennige und dem Bierwirt 3 Gulden, je 1 Pfund Ingwer 2 Pfeffer [!], Clawes Jahn 9 Schillinge Stendaler Währung. Die Zinsen, 66 Gulden, sind von 1100 Gulden zu zahlen, die Christoph von Möllendorf seiner Schwester Ursula, Witwe des Ernst von Grabow zu Wilsnack bezahlen muss; auch muss er dem Hause Plattenburg jährlich zu Michaelis 3 Taler und 2 Scheffel Weidehafer geben. Der Kaufkontrakt ist 1603 Februar 26 (Sonnabend nach Matthiae apostili) auf dem Pfarrhof zu Krampfer abgeschlossen worden. (1604)
- BLHA, 37 Plattenburg-Wilsnack 2622, Appelationsverhandlung des Burchard von Saldern gegen Arnd von Möllendorf, Christian von Möllendorf und Curt von Möllendorf zu Garz und Krampfer (1609–1617)
- BLHA, 37 Plattenburg-Wilsnack 3128, Prozeß des Burchard von Saldern und der Vormünder von Siegfried von Saldern, des Sohnes des Jakob von Saldern, gegen die Brüder Arend von Möllendorf, Christoph von Möllendorf und Kurt von Möllendorf wegen des Schulzenhofs in Abbendorf (1607–1612)